# Emelie Degerholm
Emelie Degerholm, född 1847 i Helsingfors, död där 6 november 1909, var en finländsk skådespelare och författare. Hon var som författare känd under sin pseudonym Etty Malm.
Degerholm var elevskådespelare vid Svenska Teatern i Åbo 1867–1869 och fast engagerad vid Svenska Teatern i Helsingfors 1871–1880. Hon arbetade även som journalist vid Helsingfors Dagblad och Hufvudstadsbladet. Hon var involverad i amatörteater och arbetade som talpedagog vid Arbetets Vänners läsesal 1893.

## Verk
- Vid svenska scenen i Helsingfors: Minnen och bilder. 1 (1900)
- Vid svenska scenen i Helsingfors: Bilder och minnen. 2 (1903)
- I Pojo skärgård: Folklivsbild med sång och dans (1907)[2]